# 8-Phenyltheophylline
8-Phenyltheophylline (8-phenyl-1,3-dimethylxanthine, 8-PT) là một loại thuốc có nguồn gốc từ họ xanthine hoạt động như một chất đối kháng mạnh và chọn lọc cho các thụ thể adenosine A1 và A2A, nhưng không giống như các dẫn xuất xanthine khác. Hầu như không có hoạt động như một chất ức chế phosphodiesterase. Nó có tác dụng kích thích ở động vật có tiềm năng tương tự như caffeine. Điều trùng hợp là 8-phenyltheophylline cũng đã được tìm thấy là một chất ức chế mạnh và chọn lọc của men gan CYP1A2, khiến nó có khả năng gây tương tác với các thuốc khác thường được chuyển hóa bởi CYP1A2.